# Amiertes
Amiertes o Amintes va ser sàtrapa de Capadòcia.
Antígon el borni l'any 317 aC quan va dominar el país el va designar per aquell càrrec. L'any 315 aC Ariaramnes I, el va derrotar i es va proclamar rei, i Amiertes i les tropes macedònies que encara quedaven al país al país es van retirar.